# Esthemopsis colaxes
Esthemopsis colaxes is een vlindersoort uit de familie van de prachtvlinders (Riodinidae), onderfamilie Riodininae.
Esthemopsis colaxes werd in 1870 beschreven door Hewitson.